# Pajasorkidésläktet
Pajasorkidésläktet (Zygopetalum) är ett släkte av orkidéer med 14 arter. Släktet förekommer i Sydamerika, från Peru till Brasilien och nordöstra Argentina.
Typarten är Zygopetalum maculatum, på svenska kallad pajasorkidé.

## Bildgalleri

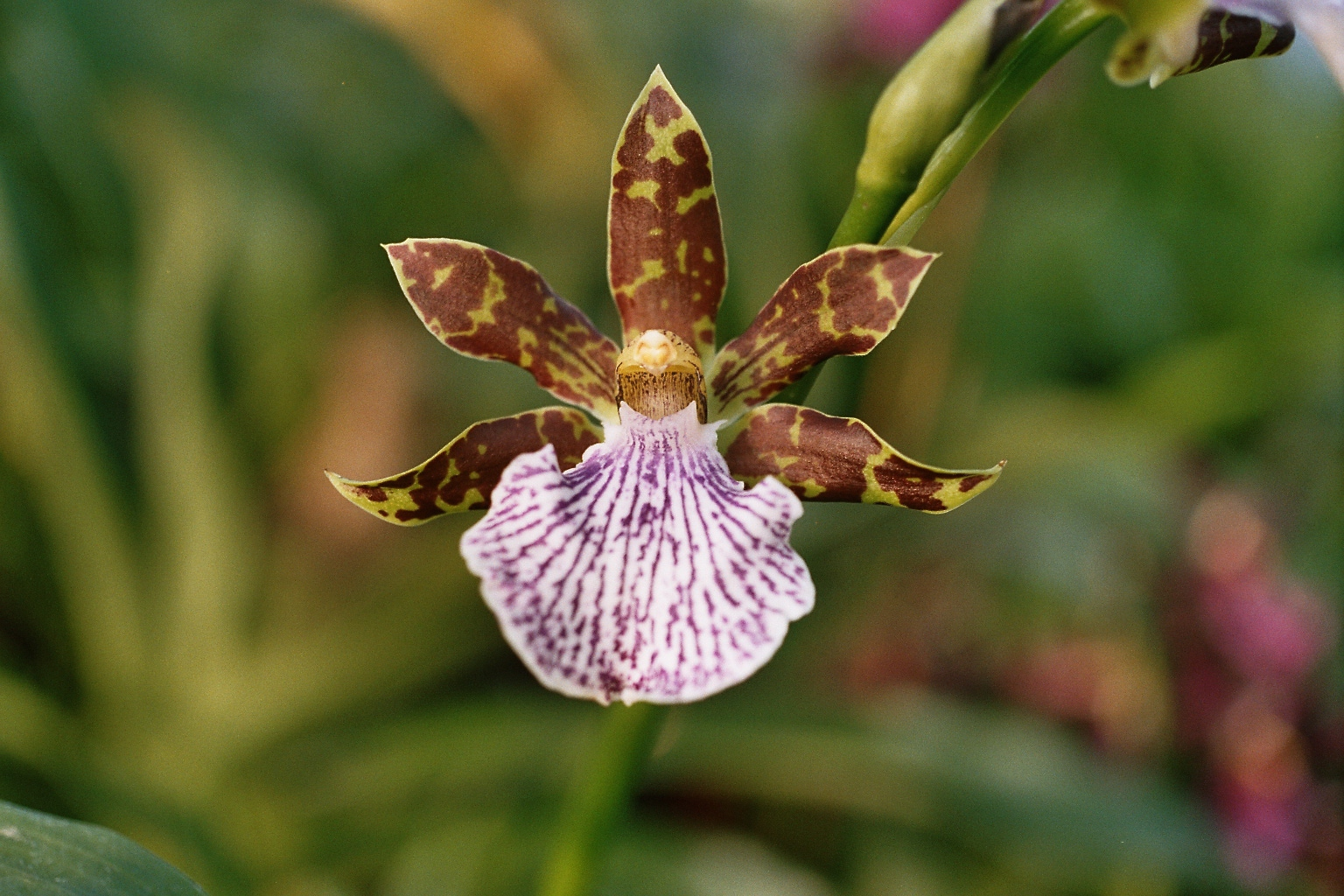
Zygopetalum maculatum
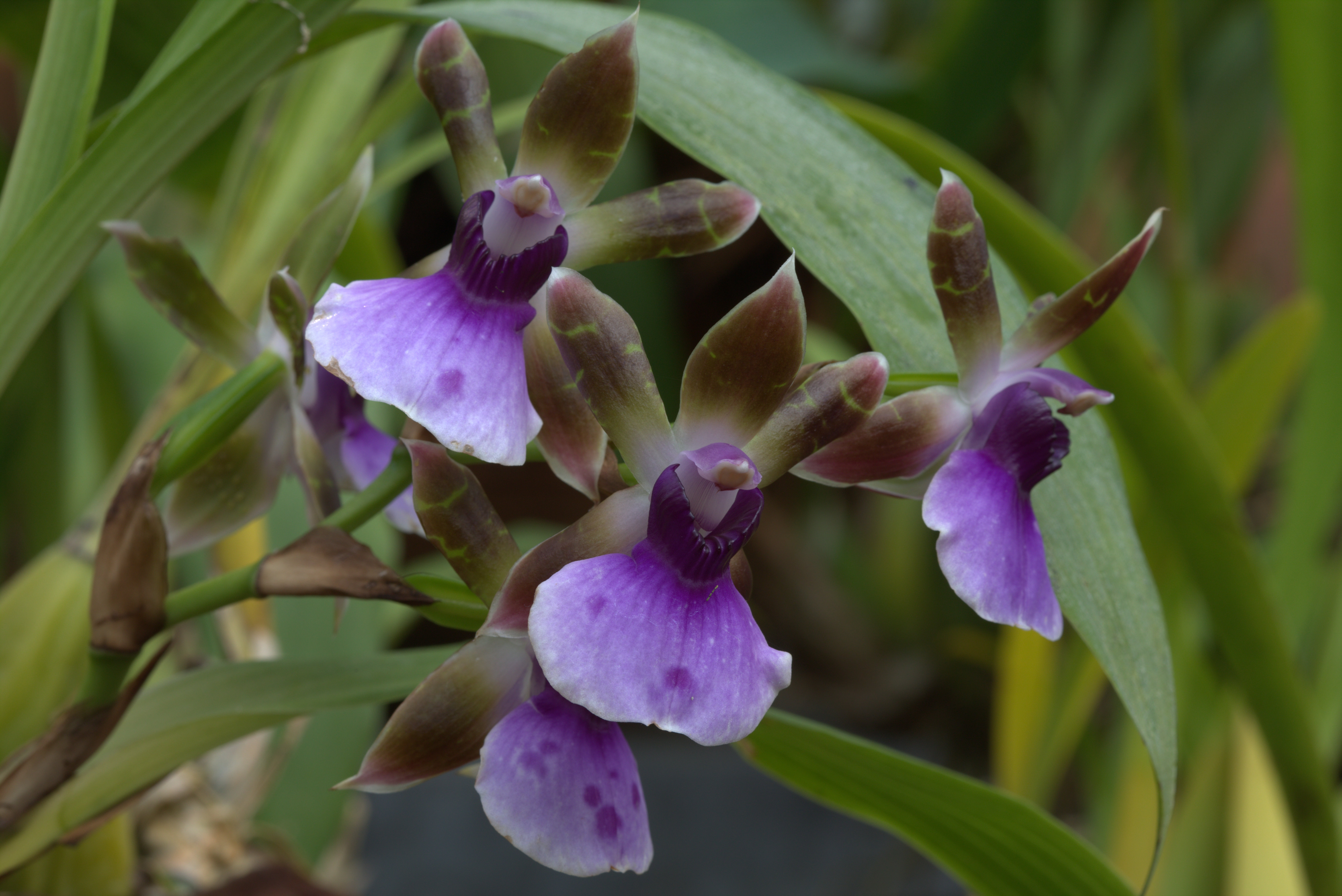
Zygopetalum maxillare
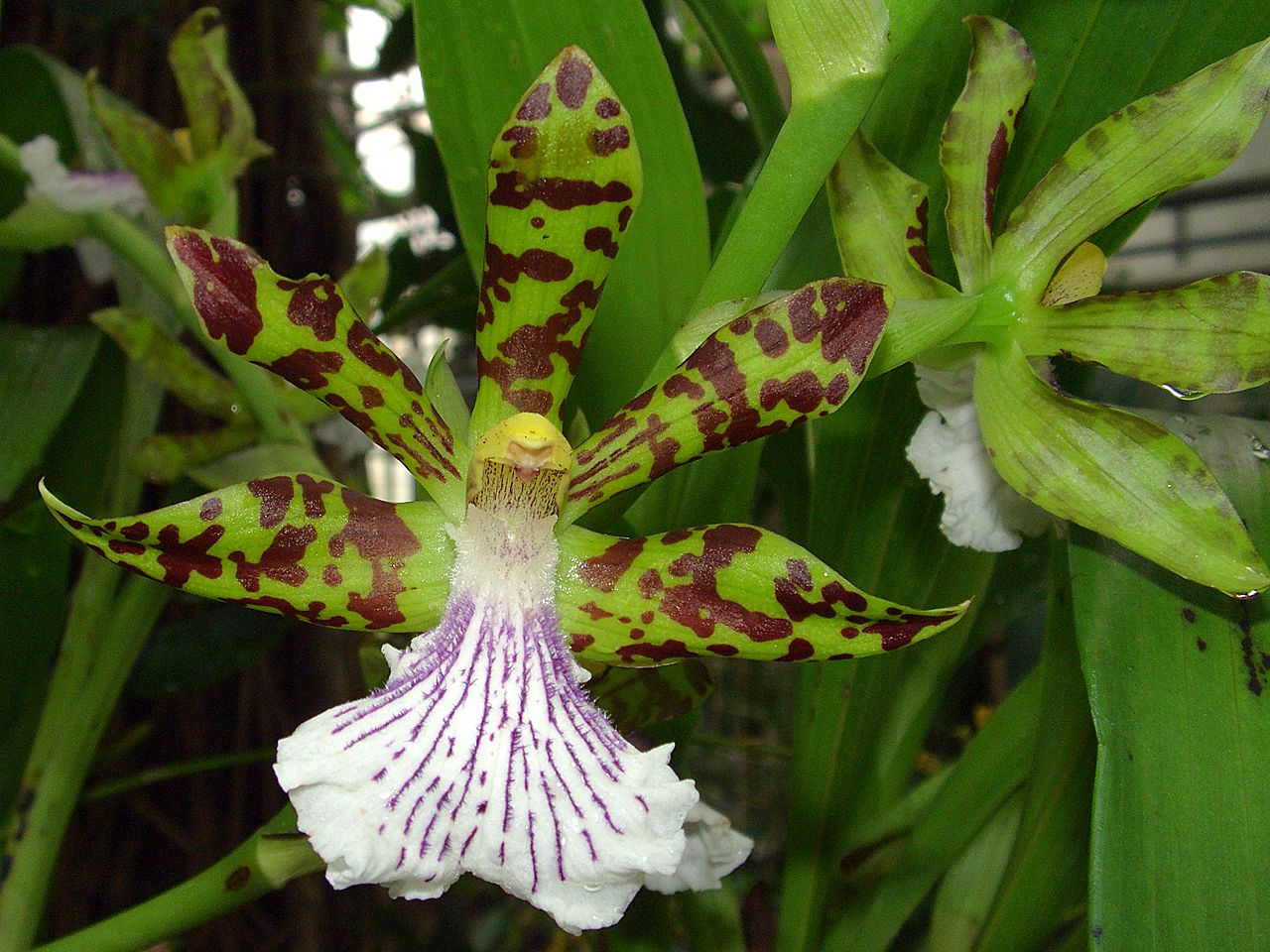
Zygopetalum crinitum